# Province della Cina
Le province della Cina (traduzione della parola 省S, shěngP) costituiscono la massima suddivisione amministrativa dello Stato. Ad esse sono equiparate le quattro maggiori municipalità, le regioni autonome e le regioni amministrative speciali, che insieme costituiscono i quattro tipi di suddivisioni amministrative di primo livello della Repubblica Popolare Cinese (RPC o semplicemente "Cina" per brevità). La RPC rivendica Taiwan (Repubblica di Cina) come una delle sue province di primo livello, anche se Taiwan è in effetti uno Stato indipendente che non ha mai riconosciuto tale rivendicazione.
La Cina amministra attualmente un totale di 33 divisioni provinciali (22 province, quattro municipalità, cinque regioni autonome e due regioni amministrative speciali). La RPC si dichiara inoltre come l'unica rappresentante legittima di tutta la Cina, ma non amministra Taiwan come 23ª provincia. A sua volta la Repubblica di Cina (RDC) amministra Taiwan, nonché alcune isole al largo incluse Kinmen e Matsu, che formano la provincia del Fujian di Taiwan, che era parte di una provincia del Fujian originalmente unificata, ma che dal 1949 si divise tra la RPC e la RDC dopo la Guerra civile cinese.
Nella Repubblica Popolare Cinese ogni provincia, ad eccezione delle due regioni amministrative speciali, ha un comitato provinciale del Partito Comunista Cinese guidato da un segretario, che in accordo coi principi dello stato socialista è il responsabile della provincia stessa.

## Tipi di province

### Provincia
Provincia (省; shěng): un governo provinciale normale è guidato nominalmente da un comitato provinciale, capeggiato da un segretario. Il segretario del comitato è il primo responsabile della provincia, mentre il secondo è il governatore del governo provinciale.
Come già detto, la Repubblica Popolare Cinese reclama l'isola di Taiwan e le isolette circostanti, comprese le Penghu, come parte della "provincia di Taiwan". (Kinmen e le Isole Matsu sono reclamate dalla RPC come parte della sua provincia di Fujian, mentre Pratas e Itu Aba sono reclamate rispettivamente come parte delle province di Guangdong e di Hainan.) Il territorio è controllato dalla Repubblica di Cina (RdC, comunemente chiamata "Taiwan").

### Regione amministrativa speciale (RAS)
Regione amministrativa speciale (RAS) (特別行政區; tèbiéxíngzhèngqū): un soggetto subnazionale della Repubblica Popolare Cinese dotato di larga autonomia e capacità di autogoverno, posta direttamente sotto l'autorità del Governo centrale. Ogni RAS ha un direttore esecutivo di livello provinciale come capo della regione e del governo. Il governo della regione non è pienamente indipendente, in quanto la politica estera e la difesa militare restano responsabilità del governo centrale, secondo le leggi fondamentali.

### Municipalità
Municipalità (直辖市; zhíxiáshì): una città di livello più elevato che è direttamente sotto il controllo del governo cinese (e infatti si parla di "municipalità controllata direttamente"), con uno status formalmente uguale a quello delle province. In pratica, però, la loro importanza politica è superiore a quella delle comuni province. Anche qui l’autorità suprema è il segretario comunista, mentre il sindaco è la seconda carica. Le municipalità sono divise in distretti ordinari o speciali, e solo nel caso di Chongqing anche in contee.

### Regione autonoma
Regione autonoma (自治区; zìzhìqū): un soggetto secondario che ha sul suo territorio una popolazione particolarmente alta di un determinato gruppo etnico minoritario, al cui governo sono riconosciuti ampi margini di autonomia culturale, sebbene per quanto riguarda i diritti legislativi questa autonomia sia più teorica che reale. Il governatore delle regioni autonome è di solito nominato nella rispettiva minoranza etnica.

## Lista delle province
| Codice GB | Codice ISO 3166-2 | UNS | Provincia                                    | Nome cinese                                | Capitale     | Popolazione (2010) | Densità (ab./km²) | Superficie (km²) | Suddivisioni                         | Abbreviazione |
| --------- | ----------------- | --- | -------------------------------------------- | ------------------------------------------ | ------------ | ------------------ | ----------------- | ---------------- | ------------------------------------ | ------------- |
| BJ        | CN-11             | 11  | Municipalità di Pechino                      | 北京市 Běijīng Shì                         | Pechino      | 19 612 368         | 1 167,40          | 16 800           | 16 prefetture 2 contee 289 comuni    | 京 Jīng       |
| TJ        | CN-12             | 12  | Municipalità di Tientsin                     | 天津市 Tiānjīn Shì                         | Tientsin     | 12 938 224         | 1 144,46          | 11 305           | 16 contee 240 comuni                 | 津 Jīn        |
| HE        | CN-13             | 13  | Provincia di Hebei                           | 河北省 Héběi Shěng                         | Shijiazhuang | 71 854 202         | 382,81            | 187 700          | 11 prefetture 172 contee 2207 comuni | 冀 Jì         |
| SX        | CN-14             | 14  | Provincia di Shanxi                          | 山西省 Shānxī Shěng                        | Taiyuan      | 35 712 111         | 228,48            | 156 300          | 11 prefetture 119 contee 1388 comuni | 晋 Jìn        |
| NM        | CN-15             | 15  | Regione autonoma della Mongolia Interna      | 內蒙古自治区 Nèiměnggǔ Zìzhìqū             | Hohhot       | 24 706 321         | 20,88             | 1 183 000        |                                      | 蒙 Měng       |
| LN        | CN-21             | 21  | Provincia di Liaoning                        | 辽宁省 Liáoníng Shěng                      | Shenyang     | 43 746 323         | 299,83            | 145 900          |                                      | 辽 Liáo       |
| JL        | CN-22             | 22  | Provincia di Jilin                           | 吉林省 Jílín Shěng                         | Changchun    | 27 462 297         | 146,54            | 187 400          |                                      | 吉 Jí         |
| HL        | CN-23             | 23  | Provincia di Heilongjiang                    | 黑龙江省 Hēilóngjiāng                      | Harbin       | 38 312 224         | 84,38             | 454 000          |                                      | 黑 Hēi        |
| SH        | CN-31             | 31  | Municipalità di Shanghai                     | 上海市 Shànghǎi Shì                        | Shanghai     | 23 019 148         | 3 630,20          | 6 341            |                                      | 沪 Hù         |
| JS        | CN-32             | 32  | Provincia di Jiangsu                         | 江苏省 Jiāngsū Shěng                       | Nanchino     | 78 659 903         | 766,66            | 102 600          |                                      | 苏 Sū         |
| ZJ        | CN-33             | 33  | Provincia di Zhejiang                        | 浙江省 Zhèjiāng Shěng                      | Hangzhou     | 54 426 891         | 533,59            | 102 000          |                                      | 浙 Zhè        |
| AH        | CN-34             | 34  | Provincia di Anhui                           | 安徽省 Ānhuī Shěng                         | Hefei        | 59 500 510         | 425,91            | 139 700          |                                      | 皖 Wǎn        |
| FJ        | CN-35             | 35  | Provincia di Fujian                          | 福建省 Fújiàn Shěng                        | Fuzhou       | 36 894 216         | 304,15            | 121 300          |                                      | 闽 Mǐn        |
| JX        | CN-36             | 36  | Provincia di Jiangxi                         | 江西省 Jiāngxī Shěng                       | Nanchang     | 44 567 475         | 266,87            | 167 000          |                                      | 赣 Gàn        |
| SD        | CN-37             | 37  | Provincia di Shandong                        | 山东省 Shāndōng Shěng                      | Jinan        | 95 793 065         | 622,84            | 153 800          |                                      | 鲁 Lǔ         |
| HA        | CN-41             | 41  | Provincia di Henan                           | 河南省 Hénán Shěng                         | Zhengzhou    | 100 023 567        | 563,01            | 167 000          |                                      | 豫 Yù         |
| HB        | CN-42             | 42  | Provincia di Hubei                           | 湖北省 Húběi Shěng                         | Wuhan        | 57 237 740         | 307,89            | 185 900          |                                      | 鄂 È          |
| HN        | CN-43             | 43  | Provincia di Hunan                           | 湖南省 Húnán Shěng                         | Changsha     | 65 683 722         | 312,77            | 210 000          |                                      | 湘 Xiāng      |
| GD        | CN-44             | 44  | Provincia di Guangdong                       | 广东省 Guǎngdōng Shěng                     | Canton       | 104 303 132        | 579,46            | 180 000          |                                      | 粤 Yuè        |
| GX        | CN-45             | 45  | Regione autonoma del Guangxi Zhuang          | 广西壮族自治区 Guǎngxī Zhuàngzú Zìzhìqū    | Nanning      | 46 026 629         | 195,02            | 236 000          |                                      | 桂 Guì        |
| HI        | CN-46             | 46  | Provincia di Hainan                          | 海南省 Hǎinán Shěng                        | Haikou       | 8 671 518          | 255,04            | 34 000           |                                      | 琼 Qióng      |
| CQ        | CN-50             | 50  | Municipalità di Chongqing                    | 重庆市 Chóngqìng Shì                       | Chongqing    | 28 846 170         | 350,50            | 82 300           |                                      | 渝 Yú         |
| SC        | CN-51             | 51  | Provincia di Sichuan                         | 四川省 Sìchuān Shěng                       | Chengdu      | 80 418 200         | 165,81            | 485 000          |                                      | 川 Chuān      |
| GZ        | CN-52             | 52  | Provincia di Guizhou                         | 贵州省 Gùizhōu Shěng                       | Guiyang      | 34 746 468         | 197,42            | 176 000          |                                      | 黔 Qián       |
| YN        | CN-53             | 53  | Provincia di Yunnan                          | 云南省 Yúnnán Shěng                        | Kunming      | 45 966 239         | 116,66            | 394 000          |                                      | 滇 Diān       |
| XZ        | CN-54             | 54  | Regione Autonoma del Tibet                   | 西藏自治区 Xīzàng Zìzhìqū                  | Lhasa        | 3 002 166          | 2,44              | 1 228 400        |                                      | 藏 Zàng       |
| SN        | CN-61             | 61  | Provincia di Shaanxi                         | 陕西省 Shǎnxī Shěng                        | Xi'an        | 37 327 378         | 181,55            | 205 600          |                                      | 陕 Shǎn       |
| GS        | CN-62             | 62  | Provincia di Gansu                           | 甘肃省 Gānsù Shěng                         | Lanzhou      | 25 575 254         | 56,29             | 454 300          |                                      | 甘 Gān        |
| QH        | CN-63             | 63  | Provincia di Qinghai                         | 青海省 Qīnghǎi Shěng                       | Xining       | 5 626 722          | 7,80              | 721 200          |                                      | 青 Qīng       |
| NX        | CN-64             | 64  | Regione autonoma del Ningxia Hui             | 宁夏回族自治区 Níngxià Huízú Zìzhìqū       | Yinchuan     | 6 301 350          | 94,89             | 66 400           |                                      | 宁 Níng       |
| XJ        | CN-65             | 65  | Regione autonoma uigura dello Xinjiang       | 新疆维吾尔自治区 Xīnjiāng Wéiwú'ěr Zìzhìqū | Ürümqi       | 21 813 334         | 13,13             | 1 660 400        |                                      | 新 Xīn        |
| HK        | CN-91             | 91  | Regione amministrativa speciale di Hong Kong | 香港特别行政区 Xiānggǎng Tèbié Xíngzhèngqū | Hong Kong    | 7 061 200          | 6 396,01          | 1 104            |                                      | 港 Gǎng       |
| MC        | CN-92             | 92  | Regione amministrativa speciale di Macao     | 澳门特别行政区 Àomén Tèbié Xíngzhèngqū     | Macao        | 552 300            | 19 044,82         | 29               |                                      | 澳 Ào         |
| TW        | CN-71             | 71  | Provincia di Taiwan                          | 台湾省 Táiwān Shěng                        | Taipei       | 23 140 000         | 650,34            | 35 581           |                                      | 台 Tái        |

Note:
1. ↑  Fin dalla sua fondazione nel 1949, la Repubblica Popolare Cinese (RPC) ha considerato Taiwan come la sua 23ª provincia. Tuttavia, la RPC non ha mai controllato Taiwan. La Repubblica di Cina (RDC) attualmente amministra Taiwan, che governa come parte dell'Area di Taiwan e che consiste dell'isola di Taiwan, delle Penghu, nonché di Kinmen e delle Matsu situate al largo della costa della provincia continentale di Fujian della Repubblica di Cina.

## Storia

Suddivisioni amministrative della Repubblica di Cina. Nota: questa mappa raffigura le suddivisioni amministrative teoriche della Repubblica di Cina, che non sono sincronizzate con le effettive suddivisioni amministrative della Repubblica Popolare Cinese. La RDC controlla Taiwan e le isole limitrofe mentre la RPC controlla la Cina continentale, Hong Kong e Macao.

I sovrani della Cina istituirono per la prima volta le province - inizialmente in numero di 10 - durante la dinastia Yuan (1271-1368). Al tempo dell'istituzione della dinastia Qing nel 1644 c'erano 18 province, tutte nella Cina propria; anche se alcuni cartografi, come Martino Martini nel 1655, ne descrivono solamente 16. In ordine alfabetico, le diciotto province erano:
| - Anhui - Fujian - Gansu (che Martini comprende nello Shaanxi) - Guangdong - Guangxi - Guizhou - Henan - Hubei - Hunan | - Jiangsu - Jiangxi - Shaanxi - Shandong - Shanxi - Sichuan - Yunnan - Zhejiang - Zhīlǐ (che Martini chiama Hebei) |

Ciascuna provincia aveva uno xunfu (巡撫; tradotto come "governatore"), un sovrintendente politico per conto dell'imperatore, e un tidu (提督; tradotto come "capitano generale"), un governatore militare. In aggiunta, c'era uno zongdu (總督), un ispettore militare generale o governatore generale, per ogni due-tre province.
Le regioni esterne della Cina (quelle al di là della Cina propria) non furono divise in province. I capi militari o i generali (將軍) sovrintendevano alla Manciuria (che era costituita dal Fengtian (ora Liaoning), dal Jilin e dallo Heilongjiang), allo Xinjiang e alla Mongolia, mentre i vice-dutong (副都統) e i capi civili guidavano le leghe (盟長), una suddivisione della Mongolia. Gli amban (驻藏大臣) controllavano l'amministrazione del Tibet.
Nel 1884 lo Xinjiang divenne una provincia; nel 1907 Fengtian, Jilin e Heilongjiang furono anch'esse fatte province. Taiwan divenne una provincia nel 1885, ma la Cina cedette Taiwan al Giappone nel 1895. Come risultato, c'erano 22 province in Cina (Cina esterna e Cina propria) vicino alla fine della dinastia Qin.
La Repubblica di Cina, fondata nel 1912, istituì altre 4 province nella Mongolia Interna e due province nel Tibet storico, portando il totale a 28. Ma la Cina perse quattro province con la fondazione dello stato fantoccio giapponese del Manciukuò in Manciuria. Dopo la sconfitta del Giappone nella Seconda guerra mondiale nel 1945, la Cina reincorporò la Manciuria come 10 province, e assunse il controllo di Taiwan come provincia. Come conseguenza, la Repubblica di Cina nel 1946 aveva 35 province. Sebbene la Repubblica di Cina controlli ora soltanto una provincia (Taiwan), e alcune isole di una seconda provincia (Fujian), essa continua formalmente a rivendicare tutte le 35 province.

### Lista delle ex province
La Repubblica Popolare Cinese abolì molte delle province negli anni 1950 e convertì molte di loro in regioni autonome. Hainan divenne una provincia separata nel 1988, portando il numero totale delle province sotto il controllo della RPC a 22.
| Suddivisione                                | Cinese            | Abbreviazione                   | Capitale                | Periodo di amministrazione | appartiene oggi a |
| ------------------------------------------- | ----------------- | ------------------------------- | ----------------------- | -------------------------- | --- |
| Provincia di Andong                         | 安东 Āndōng       | 安 Ān                           | Tonghua 通化            | 1934–1939, 1945–1949       | oggi parte del Liaoning e del Jilin Nel 1949 divenne il Liaodong |
| Municipalità di Anshan                      | 鞍山 Ānshān       | 鞍 Ān                           | nessuna                 | 1949–1954                  | oggi parte del Liaoning |
| Municipalità di Benxi                       | 本溪 Běnxī        | 本 Běn                          | nessuna                 | 1949–1954                  | oggi parte del Liaoning |
| Provincia di Chahar                         | 察哈爾 Cháhāěr    | 察 Chá                          | Zhangyuan 张垣          | 1928–1936, 1945–1952       | oggi parte della Mongolia Interna |
| Municipalità di Changchun                   | 长春 Chángchūn    | 春 Chūn                         | nessuna                 | 1953–1954                  | oggi parte del Jilin |
| Territorio di Changdu (Territorio di Qamdo) | 昌都 Chāngdū      | 昌 Chāng                        | Città di Changdu 昌都镇 | 1949–1965                  | oggi parte del Tibet |
| Territorio amministrativo di Chuanbei       | 川北 Chuānběi     | 充 Chōng                        | Nanchong 南充           | 1950-1952                  | oggi parte del Sichuan |
| Territorio amministrativo di Chuandong      | 川东 Chuāndōng    | 渝 Yú                           | Chongqing 重庆          | 1950-1952                  | oggi parte del Sichuan |
| Territorio amministrativo di Chuannan       | 川南 Chuānnán     | 泸 Lú                           | Luzhou 泸州             | 1950-1952                  | oggi parte del Sichuan |
| Territorio amministrativo di Chuanxi        | 川西 Chuānxī      | 蓉 Róng                         | Chengdu 成都            | 1950-1952                  | oggi parte del Sichuan |
| Municipalità di Dalian                      | 大连 Dàlián       | 连 Lián                         | none                    | 1927–1949, 1950–1954       | oggi parte del Liaoning |
| Provincia di Fengtian                       | 奉天 Fèngtiān     | 奉 Fèng                         | Shengjing 盛京          | 1911–1929                  | oggi parte del Liaoning. L'ex nome della provincia del Liaoning dal 1907 al 1929. Sotto il regime del Manchukuo, il nome fu fatto rivivere, ma fu abolito ancora nel 1945. |
| Fushun                                      | 抚顺 Fǔshùn       | 抚 Fǔ                           | nessuna                 | 1949–1954                  | oggi parte del Liaoning |
| Municipalità di Canton                      | 广州 Guǎngzhōu    | 穗 Suì                          | nessuna                 | 1927–195                   | oggi parte del Guangdong |
| Municipalità di Hankou                      | 汉口 Hànkǒu       | 汉 Hàn                          | nessuna                 | 1927–1949                  | oggi parte dell'Hubei Nel 1949 si fuse con Hanyang e Wuchang per formare Wuhan                                                                                             |
| Municipalità di Harbin                      | 哈尔滨 Hāěrbīn    | 哈 Hā                           | nessuna                 | 1927–1949, 1953–1954       | oggi parte dell'Heilongjiang |
| Provincia di Hejiang                        | 合江 Héjiāng      | 合 Hé                           | Jiamusi 佳木斯          | 1945–1948                  | oggi parte dell'Heilongjiang Nel 1948 divenne parte del Songjiang |
| Provincia di Liaobei                        | 遼北 Liáoběi      | 洮 Tāo                          | Liaoyuan 辽源           | 1947–1949                  | oggi parte della Mongolia Interna |
| Liaodong                                    | 辽东 Liáoodōng    | 关 Guān                         | Andong 安东             | 1949–1954                  | oggi parte del Liaoning orientale |
| Provincia di Liaoxi                         | 辽西 Liáoxī       | 辽 Liáo                         | Jinzhou 锦州            | 1949–1954                  | oggi parte del Liaoning occidentale e del Jilin |
| Provincia di Nenjiang                       | 嫩江 Nènjiāng     | 嫩 Nèn                          | Qiqihar 齐齐哈尔        | 1947–1950                  | oggi parte dell'Heilongjiang Nel 1949 si fuse con lo Xing'an nel 1950 si fuse con l'Heilongjiang                                                                           |
| Provincia di Mudanjiang                     | 牡丹江 Mǔdānjiāng | 丹 Dān                          | Mudanjiang 牡丹江       | 1946–1948                  | oggi principalmente parte dell'Heilongjiang Nel 1948 divenne il Songjiang                                                                                                  |
| Municipalità di Nanchino                    | 南京 Nánjīng      | 京(1927) / 宁(1949) Jīng / Níng | nessuna                 | 1927–1952                  | oggi parte del Jiangsu |
| Area della Mongolia (Esterna)               | 蒙古 Měnggǔ       | 蒙 Měng                         | Kulun 库伦              | 1911–1921                  | oggi parte del paese della Mongolia |
| Provincia del Pingyuan                      | 平原 Píngyuán     | 平 Píng                         | Xinxiang 新乡           | 1949–1952                  | oggi parte dell'Hebei e dell'Henan |
| Municipalità di Qingdao                     | 青岛 Qīngdǎo      | 青 Qīng                         | nessuna                 | 1927–1949                  | oggi parte dello Shandong |
| Provincia di Rehe                           | 熱河 Rèhé         | 熱 Rè                           | Chengde 承德            | 1928–1955                  | oggi principalmente parte dell'Hebei |
| Municipalità di Shenyang                    | 沈阳 Shěnyáng     | 沈 Shěn                         | nessuna                 | 1929–1954                  | oggi parte del Liaoning |
| Provincia del Songjiang                     | 松江 Sōngjiāng    | 松 Sōng                         | Mudanjiang 牡丹江       | 1948–1950                  | oggi parte dell'Heilongjiang Nel 1948 si fuse con l'Hejiang Nel 1950 divenne l'Heilongjiang                                                                                |
| Territorio amministrativo del Subei         | 苏北 Sūběi        | 扬 Yáng                         | Yangzhou 扬州           | 1950–1952                  | oggi parte del Jiangsu |
| Provincia di Suiyuan                        | 绥宁 Suīyuǎn      | 綏 Suī                          | Guisui 归绥             | 1946–1947                  | oggi parte della Mongolia Interna |
| Territorio amministrativo di Sunan          | 苏南 Sūnán        | 锡 Xī                           | Wuxi 无锡               | 1950–1952                  | oggi parte del Jiangsu |
| Territorio amministrativo di Wanbei         | 皖北 Wǎnběi       | 合 o 庐 Hé o Lú                 | Hefei 合肥              | 1950–1952                  | oggi parte dell'Anhui |
| Territorio amministrativo di Wannan         | 皖南 Wǎnnán       | 芜                              | Wuhu 芜湖               | 1950–1952                  | oggi parte dell'Anhui |
| Municipalità di Wuhan                       | 武汉 Wǔhàn        | 汉 Hàn                          | nessuna                 | 1927–1949                  | oggi parte dell'Hubei |
| Municipalità di Xi'an                       | 西安 Xī'ān        | 鎬 Hào                          | nessuna                 | 1927–1954                  | oggi parte dello Shaanxi |
| Provincia di Xikang                         | 西康 Xīkāng       | 康 Kāng                         | Kangding 康定           | 1939–1955                  | La sua parte occidentale appartiene oggi al Tibet, la sua parte orientale al Sichuan.                                                                                      |
| Provincia di Xing'an                        | 兴安 Xīng'ān      | 兴 Xīng                         | Hailar 海拉尔           | 1947–1949                  | oggi parte dell'Heilongjiang e del Liaoning Nel 1949 divenne parte del Nenjiang                                                                                            |
| Provincia di Zhili                          | 直隶 Zhílì        | 直 Zhí                          | Tianjin 天津            | 1911–1928                  | oggi parte dell'Hebei, del Liaoning e della Mongolia Interna |

## Economia
Le province nell'area costiera meridionale della Cina - come lo Zhejiang, il Jiangsu, il Fujian e (principalmente) il Guangdong - tendono ad essere più industrializzate, mentre le regioni nell'entroterra sono meno sviluppate.